# Hynobius yiwuensis
Hynobius yiwuensis là một loài kỳ giông thuộc họ Hynobiidae.
Đây là loài đặc hữu của Trung Quốc.
Môi trường sống tự nhiên của chúng là rừng ẩm vùng đất thấp nhiệt đới hoặc cận nhiệt đới, sông ngòi, đầm nước ngọt, đầm nước ngọt có nước theo mùa, đất canh tác, và vườn nông thôn.
Chúng hiện đang bị đe dọa vì mất môi trường sống.